# Ternay (Rhône)
Ternay ist eine französische Gemeinde mit 5.582 Einwohnern (Stand 1. Januar 2022) im Département Rhône in der Region Auvergne-Rhône-Alpes. Sie gehört zum Arrondissement Lyon und zum Kanton Saint-Symphorien-d’Ozon.

## Geographie
Ternay erstreckt sich über etwa fünf Kilometer entlang des linken, östlichen Ufers der Rhône. Es liegt etwa 15 Kilometer südlich von Lyon, der nächsten Großstadt.

## Geschichte
Ternay wurde als Stadt „Tanernaco“ bereits im 10. Jahrhundert erwähnt. Die Legende berichtet, dass der heilige Mayol, der vierte Abt von Cluny, hier einen Blinden geheilt hat und auf wundersame Weise einen Brunnen am Fuß des Hügels hervorquellen ließ. Das Wasser hatte den Ruf einer Medizin für Erkrankungen der Augen. Der Ort wurde daher auch als Wallfahrtsort bekannt. Die Pfarrkirche war die älteste Benediktinerabtei, die von den Mönchen der Abtei von Cluny erbaut wurde.

## Sehenswürdigkeiten
Zu den Sehenswürdigkeiten gehören die Ruine der romanischen Kirche Saint-Mayol aus dem 12. Jahrhundert, in der heute gelegentlich noch Konzerte stattfinden, und der dazugehörende Brunnen Saint-Mayol.
Erhalten blieb das Schloss Château de la Porte, mit dessen Bau im 16. Jahrhundert begonnen wurde. Das Schloss wird heute als kulturelles Zentrum genutzt.

## Infrastruktur
Durch Ternay führt die Autoroute A 7 – Autoroute du Soleil, die sich im Süden der Gemeinde mit der Autoroute A 46 und der Autoroute A 47 kreuzt. Ternay hat über die Anschlussstelle Chasse-sur-Rhône auf der A 47 einen Zugang zu den Autobahnen.
Ternay hat keinen eigenen Bahnhof, obwohl die Strecke Lyon–Marseille die Gemeinde durchquert. Hier überquert außerdem die erste, 1856 von der Compagnie du chemin de fer de Lyon à la Méditerranée (LM) eröffnete Strecke von Lyon nach Avignon die Rhône auf dem (1950 modernisierten) Viaduc de la Méditerranée. Die LGV Rhône-Alpes, die heutige Schnellfahrstrecke für die zwischen Paris und Marseille verkehrenden TGV, liegt jedoch 20 Kilometer weiter östlich weit außerhalb des Gemeindegebietes.

## Bevölkerungsentwicklung
| Jahr                       | 1962 | 1968 | 1975 | 1982 | 1990 | 1999 | 2006 |
| Einwohner                  | 1470 | 2004 | 2708 | 3859 | 4085 | 4618 | 5031 |
| Quellen: Cassini und INSEE |      |      |      |      |      |      |      |